# Melitaea collina
Melitaea collina är en fjärilsart som beskrevs av Lederer 1861. Melitaea collina ingår i släktet Melitaea och familjen praktfjärilar. Inga underarter finns listade i Catalogue of Life.